# Зиарат (округ)
Зиарат (урду ضلع زیارت‎, англ. Ziarat District) — один из 30 округов пакистанской провинции Белуджистан.
Административный центр — город Зиарат.

## География
Площадь округа — 1 489 км². На севере граничит с округом Пишин, на юго-западе — с округом Кветта, на юге — с округом Харнай, на востоке — с округом Лоралай.

## Административно-территориальное деление
Округ делится на два техсила:
- Зиарат
- Синджави

## Население
По данным переписи 1998 года, население округа составляло 33 340 человек, из которых мужчины составляли 51,9 %, женщины — соответственно 48,10 %. Уровень грамотности населения (от 10 лет и старше) составлял 34,3 %. Уровень урбанизации — 1,91 %. Средняя плотность населения — 22,39 чел./км².